# Jakubovice (Vilémov)
Jakubovice (německy Jakubowitz) je malá vesnice, část městyse Vilémov v okrese Havlíčkův Brod. Nachází se asi 3 km na jihozápad od Vilémova. V roce 2009 zde bylo evidováno 20 adres. V roce 2010 zde trvale žilo 11 obyvatel.
Jakubovice leží v katastrálním území Zhoř u Vilémova o výměře 2,37 km2.

## Galerie

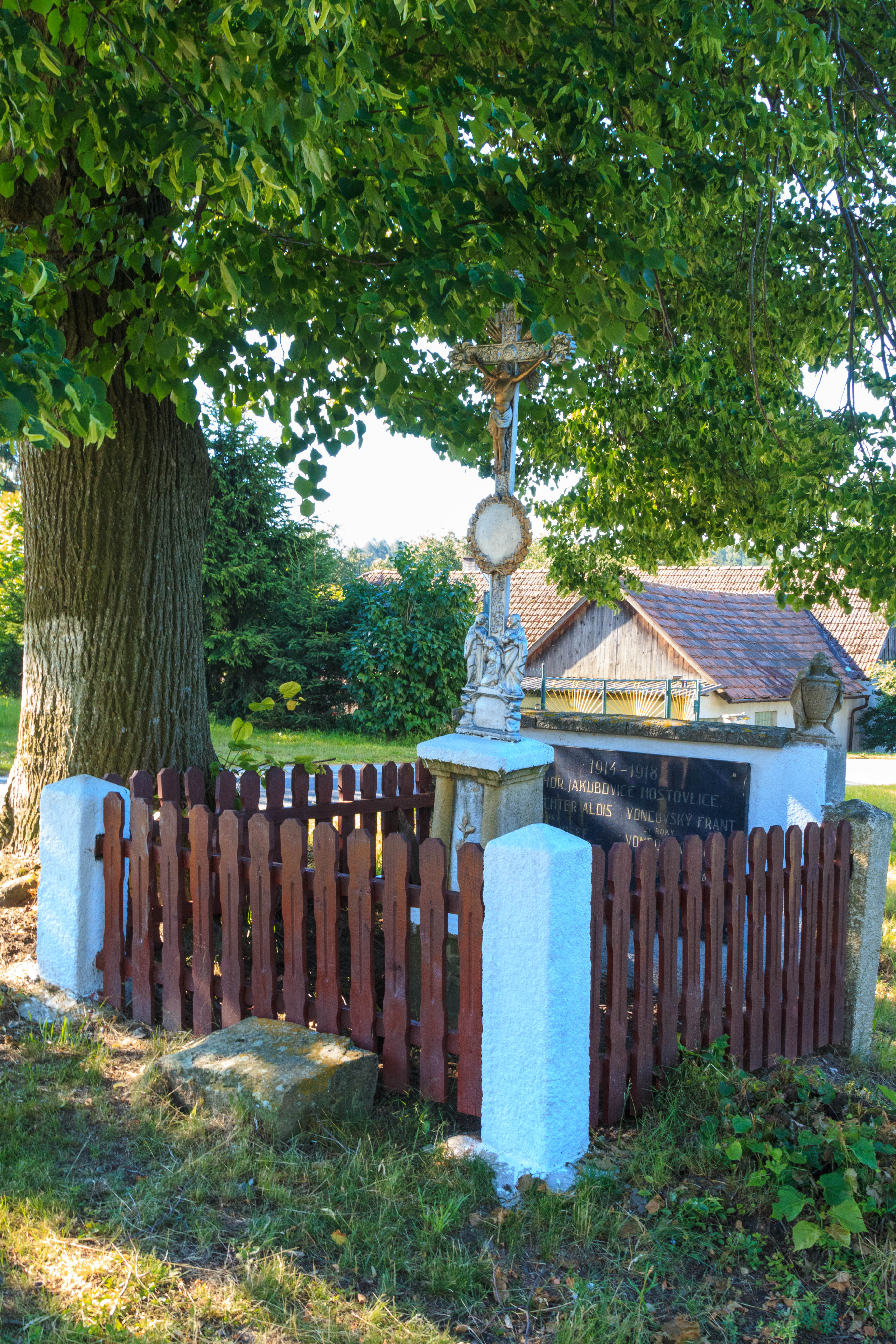
Jakubovice u Vilémova křížek
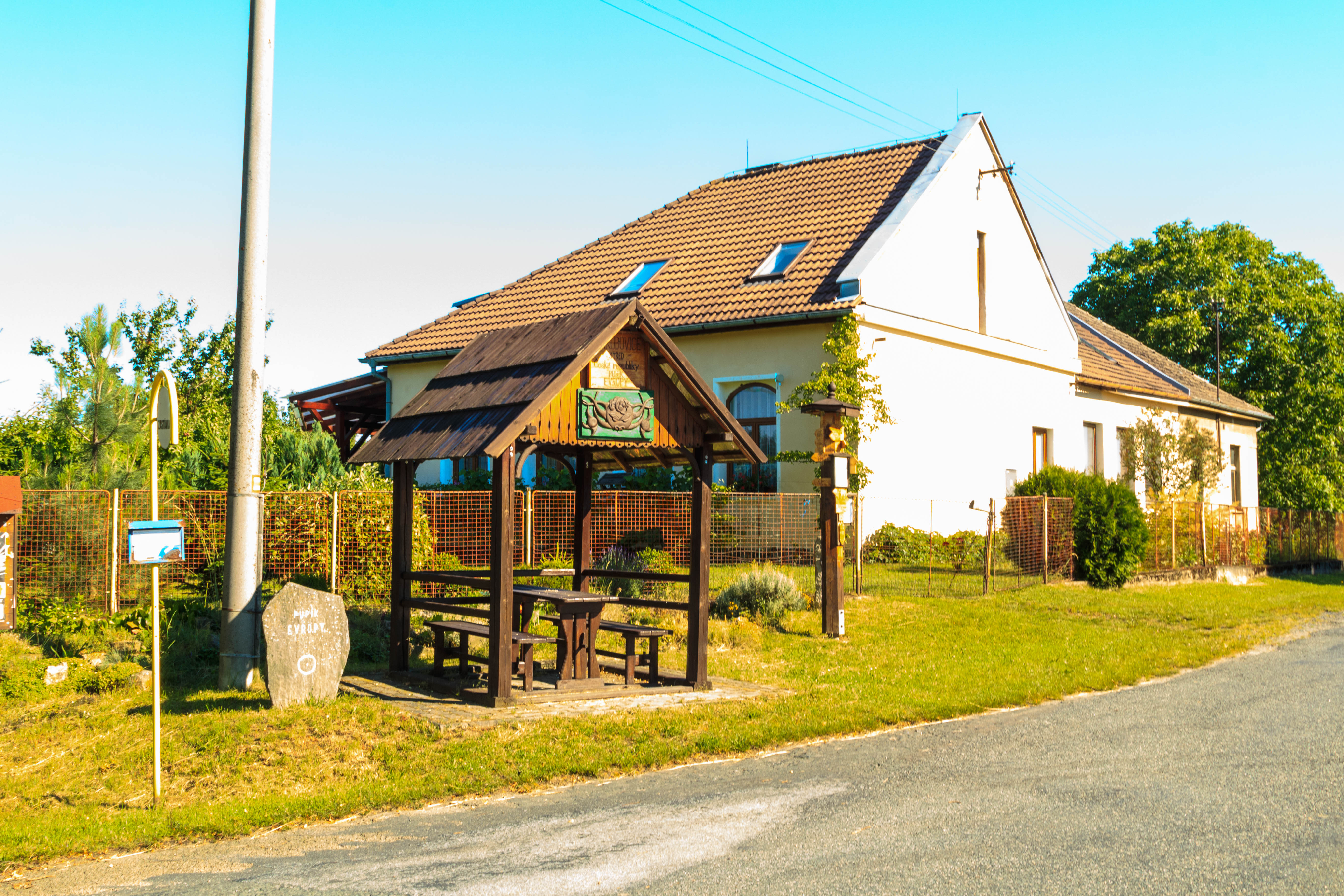
Jakubovice u Vilémova čp. 22
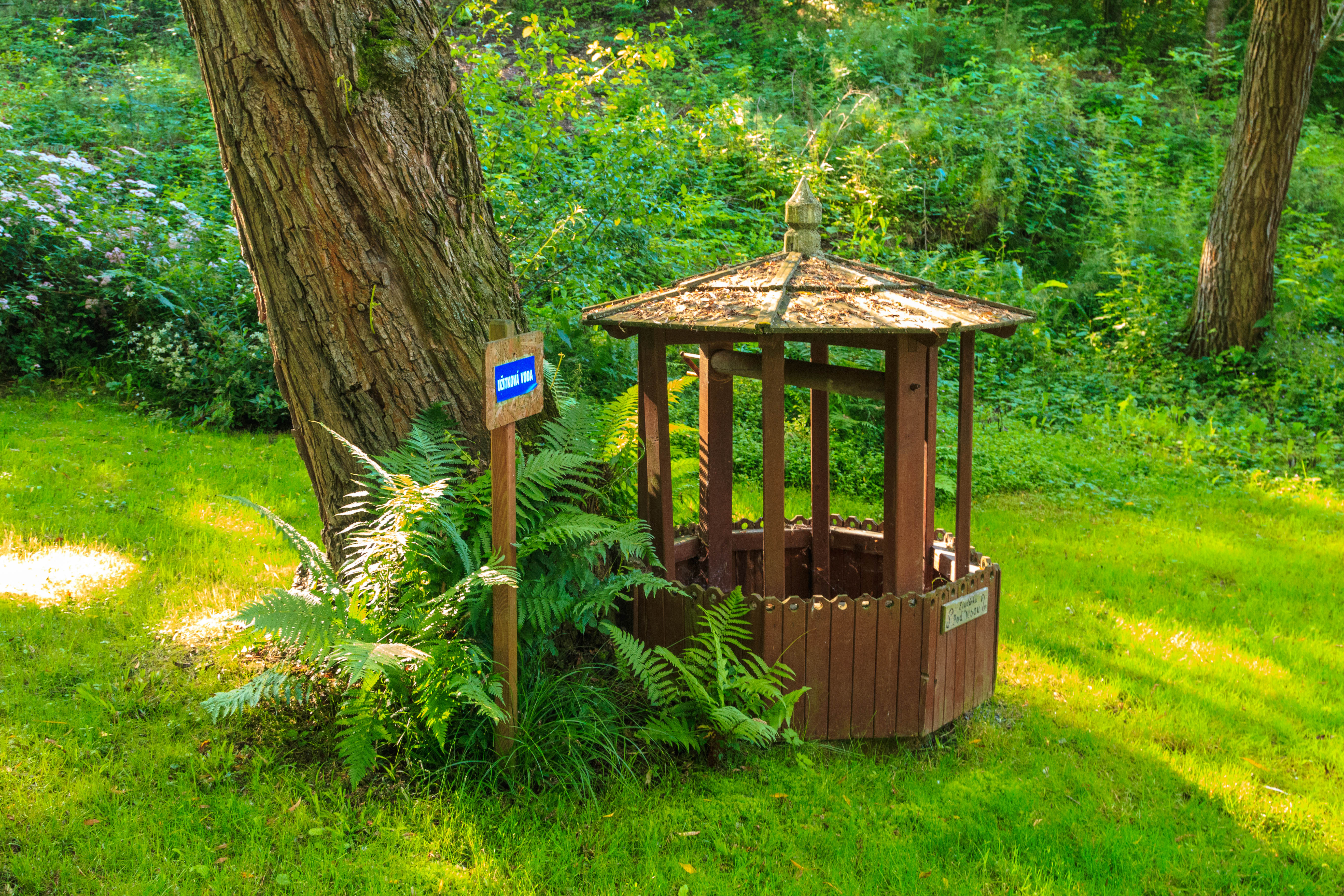
Jakubovice u Vilémova studánka
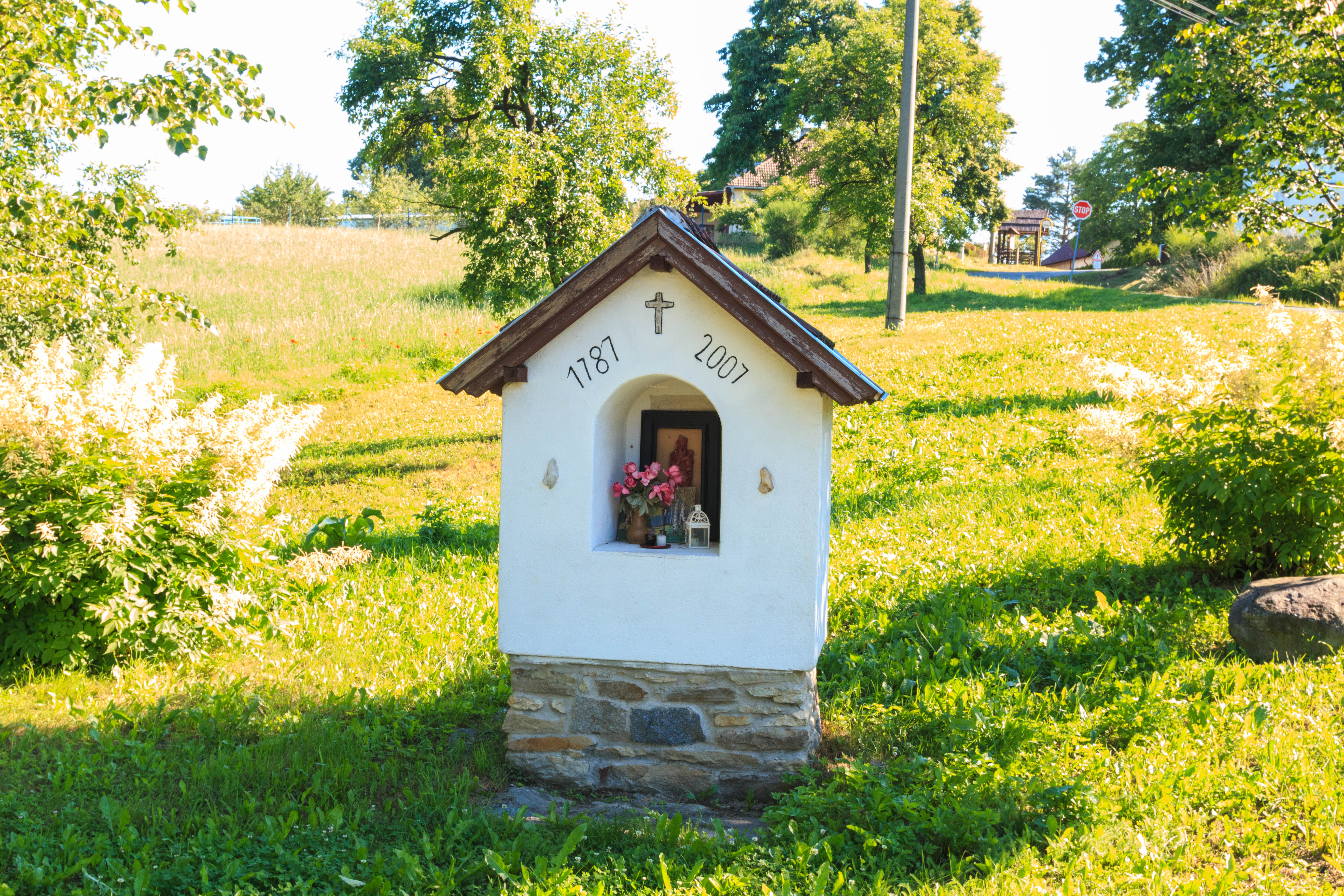
Jakubovice u Vilémova výklenková kaplička